# Diplotaxis lengi
Diplotaxis lengi är en skalbaggsart som beskrevs av Henry Clinton Fall 1909. Diplotaxis lengi ingår i släktet Diplotaxis och familjen Melolonthidae. Inga underarter finns listade i Catalogue of Life.